# New Young Pony Club
New Young Pony Club – brytyjski zespół muzyczny reprezentujący elektroniczny nurt w gatunku new wave, electro punk, new rave. Zespół pojawił się na szerszej, brytyjskiej scenie muzycznej w 2005 roku.

## Członkowie zespołu
- Tahita Bulmer – śpiew
- Andy Spence – gitara
- Lou Hayter – keyboard
- Igor Volk – bas
- Sarah Jones – perkusja

## Dyskografia

### Albumy
- Fantastic Playroom (2007)
- The Optimist (8 marca 2010)

### Single
- "Ice Cream" (luty 2005)
- "The Get Go" (27 czerwca 2005)
- "Get Lucky" (20 marca 2006)
- "Ice Cream" (18 września 2006) (pierwsze wydanie)
- "The Bomb" (19 marca 2007) – UK #47
- "Ice Cream" (2 lipca 2007) (drugie wydanie) – UK #40
- "Get Lucky" (29 października 2007) (premiera)]
- "Chaos" (28 lutego 2010)
- "We Want To" (30 maja 2010)